# Igor Novikov
Igor Dmitriyevich Novikov (em russo:  И́горь Дми́триевич Но́виков; Moscou, 10 de novembro de 1935) é um astrofísico e cosmologista russo.
Conhecido pela formulação do princípio de auto-consistência de Novikov, uma importante contribuição à teoria da viagem no tempo.
Foi laureado em 2007 com a Medalha Eddington.